# Aria (wijk)
Aria is een wijk in de plaats Goes die in de periode 2016-2021 bebouwd is. De wijk ligt aan de zuidkant van Goes, grenzend aan de wijken Ouverture en Overzuid. In de wijk zijn of worden ongeveer 350 woningen gebouwd. Aria heeft een dorpsachtig karakter.
In 2024 wordt aan de zuidkant nog gebouwd aan Aria-Zuid.